# フランツ・ヨーゼフ2世
フランツ・ヨーゼフ2世（ドイツ語: Franz Josef II.、1906年8月16日 - 1989年11月13日）は、リヒテンシュタイン侯（在位：1938年7月25日 - 1989年11月13日）。アロイス2世の曾孫。1938年、フランツ1世の薨去により即位。大伯父のオーストリア皇帝フランツ・ヨーゼフ1世が名付け親であることでも知られる。
ナチス・ドイツ政権が誕生した際、リヒテンシュタイン国内でもナチズム勢力が増大していたが、フランツ・ヨーゼフ2世は君主大権を行使して総選挙を無期限延期とし、リヒテンシュタインがナチズム化するのを未然に防いだ。これにより、リヒテンシュタインは第二次世界大戦において中立を維持した。また、1938年に侯領の首都ファドゥーツに居を移し、以来リヒテンシュタイン侯はファドゥーツに住まうこととなる。

## 子女
妻ゲオルギーナ・フォン・ヴィルツェクとの間に5人の子女をもうけた。
- ハンス・アダム・フェルディナント・アロイス・ヨーゼフ・マリア・マルコ・ダヴィアノ・ピウス（1945年 - ） - リヒテンシュタイン侯
- フィリップ・エラスムス・アロイス・フェルディナント・マリア・ゼーバルドゥス（1946年 - ）
- ニコラウス・フェルディナント・マリア・ヨーゼフ・ラファエル（1947年 - ）
- ノルベルタ（ノーラ）・エリーザベト・マリア・アスンタ・ヨゼフィーネ・ゲオルギーネ（1950年 - ）
- フランツ・ヨーゼフ・ヴェンツェスラウス（ヴェンツェル）・ゲオルク・マリア（1962年 - 1991年）